# Annona pruinosa
Annona pruinosa là loài thực vật có hoa thuộc họ Na. Loài này được Schatz mô tả khoa học đầu tiên năm 1992.